# Hertig av Hamilton
Hertig av Hamilton är en skotsk adelstitel, förlänad år 1643. Titeln och Hamilton, Skottland är bägge uppkallade efter familjen Hamilton. Sedan 1711 har hertigtiteln varit sammanslagen med den som hertig av Brandon, en titel i Storbritannien.